# طواف أبو ظبي 2017
طواف أبو ظبي 2017 (بالإنجليزية: 2017 Abu Dhabi Tour)‏ هو سباق دراجات هوائية، وهو الموسم رقم 3 من نفس السباق، وأقيم خلال الفترة 23 فبراير 2017، وحتى 26 فبراير 2017، وامتدّ لمسافة 671 كيلومتر، وهو أحد سباقات طواف العالم للدراجات 2017، وقد شارك في السباق 158 متسابقاً ووصل إلى نهايته 141 متسابقاً.
فاز فيه بالمركز الأول روي كوستا، وبالمركز الثاني النر زكرين، وبالمركز الثالث توم دومولين، والفائز حسب ترتيب السرعة باتريك كونراد، والفريق الفائز في ترتيب الفرق فريق الإمارات 2017.

## الفرق
| فرق عالمية (16)- AG2R La Mondiale - Astana - Bahrain-Merida - BMC Racing Team - Bora-Hansgrohe - Dimension Data - Katusha-Alpecin - Lotto NL-Jumbo - Lotto-Soudal - Movistar Team - Orica-Scott - Quick-Step Floors - سكاي - سنويب - Trek-Segafredo - UAE Team Emirates فرق قارية محترفة (4)- Bardiani CSF - غازبروم روسفيلو ‏ - نيبو-فيني فانتيني 2017 ‏ - نوفو نورديسك 2017 ‏ |  |
| |  |

## المراحل
| قائمة المراحل | قائمة المراحل | قائمة المراحل                 | قائمة المراحل      | قائمة المراحل | قائمة المراحل   | قائمة المراحل |
| المرحلة       | التاريخ       | الدورة                        |                    | المسافة (كم)  | الفائز بالمرحلة | القائد العام  |
| ------------- | ------------- | ----------------------------- | ------------------ | ------------- | --------------- | ------------- |
| 1             | 23 فبراير     | أبوظبي – مدينة زايد           | مرحلة مستوية       | 189           | مارك كافنديش    | مارك كافنديش  |
| 2             | 24 فبراير     | جزيرة الماريه – أبوظبي        | مرحلة مستوية       | 153           | مارسيل كيتل     | مارك كافنديش  |
| 3             | 25 فبراير     | استاد هزاع بن زايد – جبل حفيت | مرحلة جبلية متوسطة | 186           | روي كوستا       | روي كوستا     |
| 4             | 26 فبراير     | حلبة مرسى ياس – حلبة مرسى ياس | مرحلة مستوية       | 143           | كاليب إيوان     | روي كوستا     |

## النتيجة

### مرحلة 1
أجريت في 23 فبراير 2017، وامتدّت لمسافة 189 كيلومتر فاز بالمرحلة مارك كافنديش، ومتصدر الترتيب العام في نهاية المرحلة مارك كافنديش.
| التصنيف العام | التصنيف العام     | التصنيف العام   | التصنيف العام      | التصنيف العام |        |
| الدراج        | الدراج            | البلد           | الفريق             | الوقت         | السرعة |
| ------------- | ----------------- | --------------- | ------------------ | ------------- | ------ |
| 1.            | مارك كافنديش      | المملكة المتحدة | دايمنشن داتا       | 4 س 36 د 56 ث |        |
| 2.            | أندريه جريبيل     | ألمانيا         | لوتو سودال         | + 4 ث         |        |
| 3.            | مانويل موري       | إيطاليا         | فريق الإمارات      | + 4 ث         |        |
| 4.            | نيكولو بونيفازيو  | إيطاليا         | البحرين ميريدا     | + 6 ث         |        |
| 5.            | ميركو مايستري     | إيطاليا         | Bardiani CSF       | + 8 ث         |        |
| 6.            | Kazushige Kuboki ‏ | اليابان         | Nippo-Vini Fantini | + 8 ث         |        |
| 7.            | سيموني كونسوني    | إيطاليا         | فريق الإمارات      | + 10 ث        |        |
| 8.            | إيليا فيفياني     | إيطاليا         | سكاي               | + 10 ث        |        |
| 9.            | روجر كلوج         | ألمانيا         | أوريكا سكوت        | + 10 ث        |        |
| 10.           | Alexander Porsev ‏ | روسيا           | Gazprom-RusVelo    | + 10 ث        |        |

### مرحلة 2
أجريت في 24 فبراير 2017، وامتدّت لمسافة 153 كيلومتر فاز بالمرحلة مارسيل كيتل، ومتصدر الترتيب العام في نهاية المرحلة مارك كافنديش.
| التصنيف العام | التصنيف العام     | التصنيف العام   | التصنيف العام      | التصنيف العام |        |
| الدراج        | الدراج            | البلد           | الفريق             | الوقت         | السرعة |
| ------------- | ----------------- | --------------- | ------------------ | ------------- | ------ |
| 1.            | مارك كافنديش      | المملكة المتحدة | دايمنشن داتا       | 8 س 05 د 03 ث |        |
| 2.            | مارسيل كيتل       | ألمانيا         | كويك ستب-فلورز     | + 4 ث         |        |
| 3.            | أندريه جريبيل     | ألمانيا         | لوتو سودال         | + 8 ث         |        |
| 4.            | ماركو كانولا      | إيطاليا         | Nippo-Vini Fantini | + 8 ث         |        |
| 5.            | كاليب إيوان       | أستراليا        | أوريكا سكوت        | + 8 ث         |        |
| 6.            | مانويل موري       | إيطاليا         | فريق الإمارات      | + 8 ث         |        |
| 7.            | نيكولو بونيفازيو  | إيطاليا         | البحرين ميريدا     | + 10 ث        |        |
| 8.            | Fabio Calabria ‏   | أستراليا        | Novo Nordisk       | + 11 ث        |        |
| 9.            | ميركو مايستري     | إيطاليا         | Bardiani CSF       | + 12 ث        |        |
| 10.           | Kazushige Kuboki ‏ | اليابان         | Nippo-Vini Fantini | + 12 ث        |        |

### مرحلة 3
أجريت في 25 فبراير 2017، وامتدّت لمسافة 186 كيلومتر فاز بالمرحلة روي كوستا، ومتصدر الترتيب العام في نهاية المرحلة روي كوستا.
| التصنيف العام | التصنيف العام     | التصنيف العام | التصنيف العام    | التصنيف العام  |        |
| الدراج        | الدراج            | البلد         | الفريق           | الوقت          | السرعة |
| ------------- | ----------------- | ------------- | ---------------- | -------------- | ------ |
| 1.            | روي كوستا         | البرتغال      | فريق الإمارات    | 12 س 39 د 15 ث |        |
| 2.            | النر زكرين        | روسيا         | كاتوشا ألبيسين   | + 4 ث          |        |
| 3.            | توم دومولين       | هولندا        | سنويب            | + 16 ث         |        |
| 4.            | باوك موليما       | هولندا        | تريك سيغافريدو   | + 38 ث         |        |
| 5.            | رافال مايكا       | بولندا        | بورا هانسغروه    | + 56 ث         |        |
| 6.            | جورج بينيت        | نيوزيلندا     | لوتو إن إل-جامبو | + 56 ث         |        |
| 7.            | فابيو آرو         | إيطاليا       | أستانا           | + 56 ث         |        |
| 8.            | دومينيكو بوزوفيفو | إيطاليا       | أيه إل أم        | + 56 ث         |        |
| 9.            | جوليان ألافيليب   | فرنسا         | كويك ستب-فلورز   | + 56 ث         |        |
| 10.           | رومان بارديه      | فرنسا         | أيه إل أم        | + 1 د 08 ث     |        |

### مرحلة 4
أجريت في 26 فبراير 2017، وامتدّت لمسافة 143 كيلومتر فاز بالمرحلة كاليب إيوان، ومتصدر الترتيب العام في نهاية المرحلة روي كوستا.
| الدراج | الدراج | البلد | الفريق | الوقت | السرعة |  |

## التصنيف العام النهائي
| التصنيف العام | التصنيف العام     | التصنيف العام | التصنيف العام    | التصنيف العام  |        |
| الدراج        | الدراج            | البلد         | الفريق           | الوقت          | السرعة |
| ------------- | ----------------- | ------------- | ---------------- | -------------- | ------ |
| 1.            | روي كوستا         | البرتغال      | فريق الإمارات    | 15 س 42 د 21 ث |        |
| 2.            | النر زكرين        | روسيا         | كاتوشا ألبيسين   | + 4 ث          |        |
| 3.            | توم دومولين       | هولندا        | سنويب            | + 16 ث         |        |
| 4.            | باوك موليما       | هولندا        | تريك سيغافريدو   | + 38 ث         |        |
| 5.            | جوليان ألافيليب   | فرنسا         | كويك ستب-فلورز   | + 53 ث         |        |
| 6.            | رافال مايكا       | بولندا        | بورا هانسغروه    | + 56 ث         |        |
| 7.            | جورج بينيت        | نيوزيلندا     | لوتو إن إل-جامبو | + 56 ث         |        |
| 8.            | فابيو آرو         | إيطاليا       | أستانا           | + 56 ث         |        |
| 9.            | دومينيكو بوزوفيفو | إيطاليا       | أيه إل أم        | + 56 ث         |        |
| 10.           | باتريك كونراد     | النمسا        | بورا هانسغروه    | + 1 د 07 ث     |        |

## جدول تصنيف المتصدرين
| جولة    | الفائز           | التصنيف العام ·  | تصنيف النقاط · | تصنيف الشباب ·   | Sprints classification | تصنيف الفرق   |
| ------- | ---------------- | ---------------- | -------------- | ---------------- | ---------------------- | ------------- |
| 1       | مارك كافنديش     | مارك كافنديش     | مارك كافنديش   | نيكولو بونيفازيو | مانويل موري            | دايمنشن داتا  |
| 2       | مارسيل كيتل      | مارك كافنديش     | مارك كافنديش   | كاليب إيوان      | ماركو كانولا           | فريق الإمارات |
| 3       | روي كوستا (دراج) | روي كوستا (دراج) | مارك كافنديش   | جوليان ألافيليب  | ماركو كانولا           | فريق الإمارات |
| 4       | كاليب إيوان      | روي كوستا (دراج) | مارك كافنديش   | جوليان ألافيليب  | باتريك كونراد          | فريق الإمارات |
| النهائي | النهائي          | روي كوستا (دراج) | مارك كافنديش   | جوليان ألافيليب  | باتريك كونراد          | فريق الإمارات |

## وصلات خارجية
- الموقع الرسمي
- طواف أبو ظبي 2017 على موقع إحصائيات الدراجات الإحترافية (الإنجليزية)